# Високопродуктивні дубові насадження (ділянка 15)
Високопродукти́вні дубо́ві наса́дження — ботанічна пам'ятка природи місцевого значення в Україні. Розташована в межах Новомосковського району Дніпропетровської області, на південь від села Хащеве.
Площа 4,7 га. Статус присвоєно 1977 року. Перебуває у віданні: Новомосковський держлісгосп (Новомосковське лісництво, кв. 13, діл. 15).